# Alajärvi (sjö i Kuhmo, Kajanaland, 64,57 N, 29,54 Ö)
Alajärvi är en sjö i kommunen Kuhmo i landskapet Kajanaland i Finland. Arean är 42 hektar och strandlinjen är 3,7 kilometer lång. Sjön  ingår i Uleälvens huvudavrinningsområde.   Den ligger omkring 94 kilometer öster om Kajana och omkring 540 kilometer norr om Helsingfors. 